# Jickovický potok
Jickovický potok protéká územím obcí Kovářov, Kostelec nad Vltavou a Jickovice v okrese Písek v Jihočeském kraji. Délka toku činí 17  km. Plocha povodí měří 40,23 km².

## Průběh toku
Potok vytéká z pramenného rybníka Jezero nedaleko vesnice Předbořice v nadmořské výšce 526 m. Pokračuje dále k jihu kolem vesnic Zlučín a Radvánov. Protéká dále vesnicemi Vesec, Kotýřina a Přílepov. Za touto obci se v nadmořské výšce 453 m vlévá do rybníka Silvestr. Ten je s rozlohou 21 hektarů největším rybníkem v povodí Jickovického potoka. Tok dále pokračuje přes vesnici Zahrádka, kolem Sobědraže do obce Jickovice. Odtud tok stéká do údolí Vltavy a vlévá se nedaleko Podolského mostu do Vodní nádrže Orlík. 

### Přítoky
- pravé – Mlázovský potok, Sobědražský potok